# 김성동 (조선)
김성동(金誠童, 1452년 ~ 1495년 10월 29일)은 조선시대 전기의 문신으로 자(字)는 명보(明甫), 본관은 안동(安東)이다. 김질(金礩)의 4남이자 김언(金漹)의 아버지이다.

## 생애
사람됨이 침중(沈重)하고 간묵(簡默)해 빈붕(賓朋)과 노는 것을 기뻐하지 않았으며, 항상 방에 거처하며 종일 남과 이야기하지 않고 손에서 책을 놓지 않았다고 한다.
음보로 관직에 올라 적성현감(積城縣監)를 지냈으며, 1492년(성종 23) 4월 식년문과에 갑과(甲科) 3등으로 급제했다.
바로 당상관으로 승진했다가 11월 부평부사(富平府使)로 부임했는데, 직무를 잘 처리하고 백성들을 잘 다스려 칭송받았다. 부평부사로 취임한 지 2년이 되기도 전에 선정이 조정에 보고되어 특별히 가선대부(嘉善大夫)로 가자(加資)되고 중추부(中樞府)에 들어갔다.
공무에 있어서는 부족함이 있을까 골몰하면서도 집안일은 조금도 경영하지 않았으므로, 재상감이라는 평을 받았으나, 1495년(연산군 원년) 행호군(行護軍)으로 재직 중 졸했다.
묘는 경기도 시흥군 하상리(현 시흥시 하상동)에 안장되었고, 신도비와 재실이 있다.

## 가족 관계
- 증조 - 김승(金陞) : 동지중추원사(同知中樞院事), 증(贈) 좌찬성(左贊成), 김사형(金士衡, 1341년 ~ 1407년)의 아들
  - 조부 - 김종숙(金宗淑, ? ~ 1470년) : 동지중추부사(同知中樞府事), 증 영의정(領議政)
    - 아버지 - 김질(金礩, 1422년 ~ 1478년) : 좌의정(左議政), 상락부원군(上洛府院君), 문정공(文靖公)
    - 어머니 - 영의정, 봉원부원군(蓬原府院君), 충정공(忠貞公) 정창손(鄭昌孫, 1402년 ~ 1487년)의 장녀[5]
      - 형 - 김의동(金義童)[5] : 첨지중추부사(僉知中樞府事), 길안군(吉安君)
      - 형 - 김예동(金禮童)[5] : 감찰(監察)
      - 형 - 김지동(金智童)[5] : 파주목사(坡州牧使)
      - 동생 - 김리동(金利童)[5]
      - 부인 - 좌찬성, 문량공(文良公), 강희맹(姜希孟, 1424년 ~ 1483년)의 차녀[6]
        - 장남 - 김도(金淘)[7]
        - 차남 - 김려(金濾)[7] : 충좌위부호군(忠佐衛副護軍), 증 병조참판(兵曹參判), 김찬(金瓚, 1543년 ~ 1599년)의 조부
        - 3남 - 김언(金漹. 1495년 ~ ?) : 판결사(判決事)
        - 첫째 사위 - 김석린(金碩麟)[7]
        - 둘째 사위 - 류수천(柳壽千)[7] : 돈녕부정(敦寧府正), 증 좌찬성, 류잠(柳潛, ? ~ 1576년)의 아버지
        - 셋째 사위 - 최수준(崔秀俊)[7]
        - 넷째 사위 - 한계상(韓繼常)[7]

## 평가
부평부사로 임명되어 직무를 잘 처리하고 백성들을 잘 다스려 칭송받았으며 박처륜(朴處綸)과 함께 성종대에 가장 유능하고 성실한 관리로 지칭되었다.